# Катарина фон Олденбург
Катарина фон Олденбург (на немски: Katharina von Oldenburg; * 20 септември 1582; † 19 февруари 1644) от фамилията Дом Олденбург, е графиня от Графство Олденбург и чрез женитба херцогиня на Саксония-Лауенбург.

## Произход и брак
Дъщеря е на граф Йохан VII фон Олденбург (1540 – 1603) и съпругата му графиня Елизабет фон Шварцбург-Бланкенбург (1541 – 1612), най-малката дъщеря на граф Гюнтер XL фон Шварцбург. Сестра е на граф Антон Гюнтер (1583 – 1667) и на Магдалена фон Олденбург (1585 – 1657), омъжена през 1612 г. в Олденбург за княз Рудолф фон Анхалт-Цербст от род Аскани.
Катарина се омъжва на 4 юни 1633 г. за херцог Аугуст фон Саксония-Лауенбург (1577 – 1656) от род Аскани. Тя е втората му съпруга. Бракът е бездетен.